# 菲律賓足球聯賽
菲律賓足球聯賽（Philippines Football League, PFL）是菲律賓國內頂級足球聯賽，成立於2017年，由菲律賓足球協會管轄。菲律賓足球聯賽首個賽季將於2017年4月20日展開。

## 賽制
菲律賓足球聯賽會以雙主客制形式進行，積分榜前 4 位可晉身季後賽角逐最終冠軍，但季后赛于2018赛季取消。 另外於賽季進行中，還會設立一項淘汰性盃賽讓各菲律賓足球聯賽球隊角逐。
首屆賽事只會設一個聯賽級別，菲律賓足協期望以後可以成立乙組聯賽並增設升降級制度。
2022年，亚足联将洲际比赛赛制由年内赛制改为跨年赛制，东南亚多国联赛效仿了这一做法，促使菲律宾足协改用跨年赛制。然而，2024年上半年，菲律宾足协将赛制改为单循环比赛与“主客场混合赛制”，更多比赛在集中场地举行，以减轻成本，并计划增設升降級制度。2024年下半年，联赛又转为跨年赛制，并改回主客场双循环制，外加上季後賽回归，積分榜前 4 位可晉身季後賽角逐最終冠軍。

### 球員及薪酬
參賽球隊必須擁有最少 25 位及最多 30 位球員，當中只可以有 4 名外援，其中 1 位需為亞援。 球員的薪酬亦會受到薪酬上限限制。
2024赛季是联赛首次不对每支球队的外援人数设置上限。不过，每场比赛中上场的外援人数仍有上限，每支球队最多可同时上场5名外援和1名外援门将。

## 參賽球隊
2025–26年菲律賓足球聯賽參賽隊伍共有 10 支。
| 中文名稱     | 英文名稱             | 所在城市   | 上季成績 |
| ------------ | -------------------- | ---------- | -------- |
| 卡雅         | Kaya F.C.–Iloilo     | 伊洛伊洛市 | 第 1 位  |
| 馬尼拉挖掘者 | Manila Digger F.C.   | 馬尼拉     | 第 2 位  |
| 達義第一     | One Taguig F.C.      | 達義市     | 第 3 位  |
| 宿霧         | Cebu F.C.            | 宿霧       | 第 4 位  |
| 公馬內湖     | Stallion Laguna F.C. | 比年       | 第 5 位  |
| 達沃鷹       | Davao Aguilas F.C.   | 塔古姆     | 第 6 位  |
| 馬哈里卡     | Maharlika F.C.       | 達義市     | 第 7 位  |
| 洛沃拿       | Loyola F.C.          | 馬尼拉     | 第 8 位  |
| 菲律賓YNT    | Philippine YNT       | 馬尼拉     | 第 9 位  |
| 曼迪奥拉     | Mendiola F.C. 1991   | 依木斯     | 第 10 位 |

## 歷屆冠軍
歷屆冠軍：
- 2017：塞列斯尼格羅斯
- 2018：塞列斯尼格羅斯
- 2019：塞列斯尼格羅斯
- 2020：聯合城
- 2021：聯賽取消
- 2022–23：卡雅
- 2024：卡雅
- 2024–25：卡雅